# Notorious (film din 1946)
Notorious (1946) este un film american thriller regizat și produs de Alfred Hitchcock imediat după al doilea război mondial. În rolurile principale interpretează actorii Cary Grant, Ingrid Bergman și Claude Rains ca trei oameni ale căror vieți devin intim încâlcite în timpul unei operațiuni de spionaj. A fost filmat la sfârșitul anului 1945 și începutul anului 1946, și a fost lansat de către RKO în august 1946.
Filmul a fost nominalizat la  premiul "Oscar la categoriile cel mai bun rol secundar (Claude Rains) și cel mai bun scenariu original (Ben Hecht). În 2006, Notorious a fost inclus în Registrul Național de Film fiind considerat de importanță culturală, istorică sau estetică.
Filmul este bazat pe o povestire de 1921 care are loc  în timpul Primului Război Mondial, scenaristul Ben Hecht refăcând de mai multe scenariul.

## Distribuție
- Cary Grant ca T.R. Devlin
- Ingrid Bergman ca Alicia Huberman
- Claude Rains ca Alexander Sebastian
- Leopoldine Konstantin ca Madame Anna Sebastian
- Louis Calhern ca Cpt. Paul Prescott, un ofițer al Serviciului Secret american
- Moroni Olsen ca Walter Beardsley, un alt ofițer al Serviciului Secret american
- Ricardo Costa ca Dr. Julio Barbosa
- Reinhold Schünzel ca Dr. Anderson, un conspirator nazist
- Ivan Triesault ca Eric Mathis, un conspirator nazist
- Eberhard Krumschmidt ca Emil Hupka, un conspirator nazist
- Alexis Minotis (menționat ca Alex Minotis) ca Joseph, majordomul lui Sebastian
- Wally Brown ca Dl. Hopkins
- Sir Charles Mendlca - Comandor
- Fay Baker ca Ethel